# HD121048
HD121048 — хімічно пекулярна зоря спектрального класу A5, що має видиму зоряну величину в смузі V приблизно 8,8.
Вона  розташована на відстані близько 916,2 світлових років від Сонця.